# 迈克·范德迪因
迈克·范德迪因（荷蘭語：Maike van der Duin，2001年9月12日—），荷兰女子自行车运动员，2021年世界场地自行车锦标赛女子捕捉赛银牌得主、2022年世界场地自行车锦标赛女子捕捉赛和女子全能赛银牌得主、2023年世界场地自行车锦标赛女子捕捉赛银牌得主。